# Alek Epstein

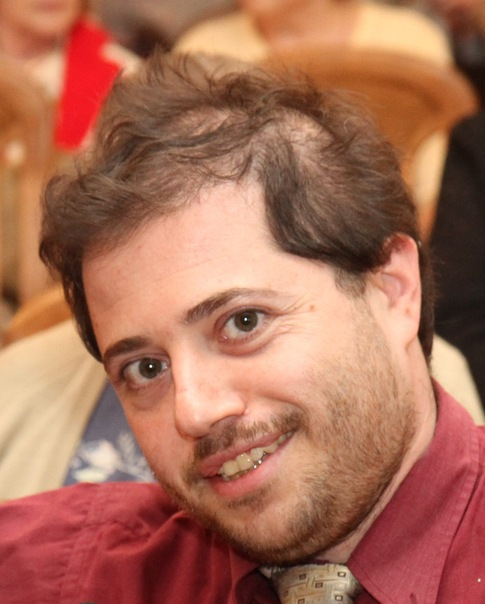
Alek D. Epstein in Kiew 2011

Alek Davidovich Epstein (* 18. April 1975 in Moskau) ist ein bekannter russisch-israelischer Soziologe, Politologe und Historiker. Er lebt und arbeitet in Jerusalem und Moskau und nimmt an zahlreichen wissenschaftlichen Ausbildungsprojekten sowie an verschiedenen Menschenrechts-Initiativen in den beiden Ländern teil. Epstein gilt als Experte für israelische Geschichte und Politik und für den arabisch-israelischen Konflikt. Er forscht über den Beitrag der Intellektuellen zur Entstehung der Zivilgesellschaft, über die Entwicklung des zivilen Ungehorsams als einen Indikator des Wandels der zivil-militärischen Beziehungen, über die Entwicklung der Judaistik als ein Forschungsfeld in verschiedenen Ländern, über die Entstehung der Palästiensischen Flüchtlingsproblems und die erfolglosen Lösungsansätze verschiedener Aspekte der professionellen und sozialen Integration der Einwandererforscher in Israel sowie über andere verwandte Fragen.
Alek D. Epstein hat mehr als 160 Beiträge in verschiedenen Fachzeitschriften und Sammelbänden veröffentlicht, er ist Autor von mehr als 14 Büchern über Israel und den Nahen Osten, die auf Russisch veröffentlicht sind. Er nimmt am sozialen und öffentlichen Leben in Russland teil. Er ist auch als Menschenrechtsaktivist bekannt. Seine Bücher Die Gedankenpolizei: Gewalt, Experte und die Anti-Extremismus-Kampagne im heutigen Russland, das er zusammen mit Oleg Wassiliew geschrieben hat, und Die Schutz der Gewalt gegen die Kritik der Gesellschaft: Zehn Jahre Anti-Extremismus-Kampagne im zeitgenössischen Russland waren unter den wichtigsten Werken über das intellektuelle Andersdenken im russischen öffentlichen Leben. Mit den Büchern Der totale Krieg: Kunstaktivismus in der Zeit der Tandemokratie sowie Kunst auf den Barrikaden: „Pussy Riot“, die „Buss-Ausstellung“ und die Protestkunstaktivismus und Die geistliche Schlacht von Wiktor Bondarenko und Jewgenia Maltzewa und der Kampf der heiligen Bilder für ein neues Leben in der Kunst hat er noch mehr Ansehen als Zivilaktivist und Kunstsoziologe gewonnen. Er ist der Vorsitzende der Jury des „Alternativen Preises für Kunst-Aktivismus in Russland“.

## Berufliche Biografie
Alek D. Epstein schloss sein Studium an der Hebräischen Universität von Jerusalem 1999 ab. Seine PhD- und MA-Dissertationen wurden von Martin van Creveld und Baruch Kimmerling betreut. Seit 1999 ist er Mitarbeiter der Soziologie-, Politologie- und Kommunikationabteilung der Offenen Universität von Israel. Er hielt Vorlesungen an der Abteilung Soziologie der Rothberg International School und am Chais-Zentrum der Hebräischen Universität Jerusalem und an der Kommunikations- und Journalismusschule von Tel-Aviv. Während 12 Jahren lehrte er Soziologie an der Judaistikabteilung des Lehrstuhls für die Länder Afrikas und Asiens der Moskauer Staatlichen Universität.
Epstein bezeichnet sich als Atheist und Humanist, tritt für die Grundrechte und für die Gleichberechtigung aller Menschen ein. Er unterstützt gleichgeschlechtliche Ehen und spricht sich zugunsten der Adoption von Kindern durch homosexuelle Paare aus. Er ist ein Gegner der Todesstrafe und lehnt die Idee eines starken Nationalstaates ab. Sein Buch Gedankenpolizei: die Gewalt, die Experten und Anti-Extremismuskampagne im heutigen Russland (Moskau 2011), das er zusammen mit Oleg Wasiliew schrieb, ist ein Werk, das dem zeitgenössischen Andersdenken in Russland gewidmet ist. Epstein hat als Koordinator beim russischsprachigen Chais-Program für Jüdische Studien der Offenen Universität von Israel gearbeitet und dadurch dauerhafte Beziehungen mit führenden russischen Universitäten entwickelt. Von 2006 bis 2008 hat er unter anderen mit den Universitäten Staatliches Moskauer Institut für Internationale Beziehungen, Staatliche Universität von Nischschnij-Nowgorod, Staatliche Gorki-Universität des Uralgebiets (Ekaterinburg), Staatliche Universität Tomsk, Staatliche Universität Kasan und anderen Verträge geschlossen. Seine Artikel sind in Zeitschriften und Sammelbänden dieser Hochschulen publiziert worden.
Im November 2012 hat er den Alternativen Preis für Kunstaktivismus in Russland gestiftet und ist seither als Vorsitzender der Jury tätig. Unter den Preisträgern waren unter anderen Matwej Krilow, Artem Loskutow, Maria Kisselewa und die Gruppe Pussy Riot. Die Preisverleihung war im Rahmen der Media-Impact-Sammlung im Swerew-Zentrum für moderne Kunst am 4. Dezember 2012 organisiert.

## Auszeichnungen
Alek Epstein wurden von zahlreichen Instituten Stipendien verliehen, darunter das Theodor-Herzl-Stipendium. Seine Forschungstätigkeit wurde von folgenden Stiftungen gefördert: Bernard-Cherrick-Zentrum für die Studien des Zionismus und der Geschichte Israels, das Minerva-Zentrum für Menschenrechte (zweimal), die Leslie and Vera Keller Foundation for Enhancement of the Jewish Heritage, das Lavon-Institut für die Geschichte der israelischen Arbeiterbewegung, das Schainezentrum für Sozialforschung, die David-Asseo-Stiftung und die Verwaltung für Forschung und Entwicklung der Offenen Universität von Israel.
Sein Name ist in die Verzeichnisse 2000 Hervorragende Intellektuelle des 21. Jahrhunderts (englisch: 2000 Outstanding Intellectuals of the 21st Century, fünfte Ausgabe) und Wer ist Wer in der Welt (englisch: Who is Who in the World, sechsundzwanzigste Ausgabe) aufgenommen worden.

## Forschung
Epsteins PhD-Dissertation ist der israelischen politischen Kultur in der Periode von Hegemonie der Arbeitsbewegung gewidmet. Später leitete er die Forschung nach der Entwicklung der Soziologie in der israelischen Gesellschaft und die interkulturellen Dialoge zwischen Wissenschaftlern und Lehrern aus der ehemaligen UdSSR und ihren israelischen Kollegen. Als anerkannter Experte im Bereich der israelischen Geschichte und Politik und des Arabisch-Israelischen Konfliktes studierte er die Einwirkung der Intellektuellen auf die Ängste der Zivilgesellschaft, über die Entwicklung der bewussten Befehlsverweigerung als ein Anzeiger eines Wechsels in den Modellen von Zivil-Militärverhältnissen, über die Entwicklung der Judaistik als ein Forschungsfeld in verschiedenen Ländern, über die Entstehung des Palästinensischen Flüchtlingsproblems und die erfolglosen Versuche es zu lösen, über verschiedene Aspekte der beruflichen und sozialen Integration von eingewanderten Wissenschaftlern in Israel, über bilaterale Beziehungen zwischen Israel und Russland und viele andere.

## Publikationen über den arabisch-israelischen Konflikt

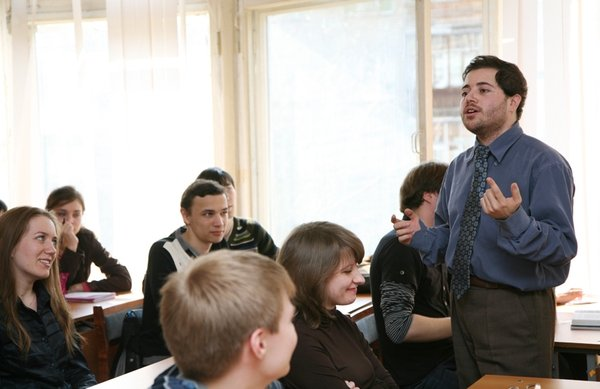
Alek D. Epstein in der Staatlichen Gorki-Universität des Uralgebiets 2008

Alek Epstein hat 150 Beiträge in verschiedenen Sammelbänden und wissenschaftlichen Zeitschriften veröffentlicht, z. B. Journal of Human Rights; Terrorism and Political Violence; International Studies in the Sociology of Education; Journal of Educational Administration and History; New Global Development: Journal of International and Comparative Social Welfare; Language in Society; Language Problems and Language Planning; Journal of Multilingual and Multicultural Development; Journal of International Migration and Integration; Tourism, Culture and Communication, Jewish Political Science Review; Journal of Israeli History; Israeli Sociology. Er ist Autor von vierzehn Büchern, die auf Russisch veröffentlicht wurden, darunter:
- Kriege und Diplomatie. Der arabisch-israelische Konflikt im zwanzigsten Jahrhundert (Kiew/Moskau, 2003),[8]
- Israel und das Palästinensische Flüchtlingsproblem: Geschichte und Politik (Moskau, 2005),
- Israel in der Zeit des „Postzionismus“: Akademie, Ideologie und Politik (Moskau, 2005),
- Nach dem Scheitern der “Road Map”: Versuche zur Vermilderung des israelisch-arabischen Konfliktes (Moskau, 2006),
- Israels Krieg gegen die Hisbollah und sein Einfluß über die nahöstliche Politik (Moskau, 2006),
- Der Kampf gegen die HAMAS: Israel, Jordanien und die PLO Gesicht zu Gesicht mit islamischem Funtamentalismus (Moskau, 2007),
- Der diplomatische Kampf um Jerusalem. Eine Geschichte hinter den Kulissen (Moskau/Jerusalem, 2008),
- Israel und die (un)besetzten Gebiete: zwischen Anschluß und Rückzug (Moskau/Jerusalem, 2008),
- Israelische Politik der gezielten Tötung: Politik, Gesetz und Ethik (Moskau, 2009),
- Israelis und Palästinenser: von Konfrontation zu Verhandlungen und zurück (Moskau/Jerusalem, 2009),
- Die schwarzen Jahre. Das Sowjetische Judentum zwischen Hitler und Stalin, 1939–1953 (unter Mitarbeit von Kirill Feferman, Raanana, Israel, 2010),
- Aufstieg und Untergang der israelischen Linken (Moskau, 2011),
- Russland und Israel: Ein schwieriger Weg zueinander (unter Mitarbeit von Stanislaw Koscheurow, Moskau/Jerusalem, 2011),
- Die Erneuerung jüdischer Staatlichkeit und das ungelöste jüdische Dilemma (Kiew, 2011),
- Geisel um jeden Preis befreien: Israels Verhandlungen mit palästinensischen und libanesischen Kampforganisationen (unter Mitarbeit von Jewgeni Warschawer, Moskau, 2012),
- Nahe Freunde? Die Vereinigten Staaten und Israel: Die verborgene Geschichte (in 2 Bänden, Moskau/Jerusalem, 2014).

Seine Bücher Politische und ethnische Säuberungen in der UdSSR, 1918–1953 (Raanana, Israel, 2007) und Russischsprachliche Israelis ‘zu Hause’ and ‘im Ausland’: Identität und Migration (zusammen mit Zeev Khanin und Marina Niznik, Jerusalem/Ramat-Gan, 2011) sind auf Hebräisch veröffentlicht. Alek Epstein hat 12 Bände in verschiedenen Sprachen redigiert, an denen er sich auch als Verfasser beteiligte:
- Masseinwanderung und sein Einfluß über die israelische Gesellschaft (Moskau, 2000),
- Das zeitgenössische Israel: Politik und Gesellschaft (Moskau/Jerusalem, 2002),
- Die zionistischen Imperative: Eine Anthologie des zeitgenössischen Denkens (Moskau/Jerusalem, 2003),
- Der palästinensisch-arabische Konflikt um Spiegel der öffentlichen Meinung und der internationalen Diplomatie (Moskau, 2004),
- Die postsowjetischen Juden: Identität und Ausbildung (Jerusalem, 2008),
- Der jüdische Staat am Anfang des einundzwanzigsten Jahrhunderts. Eine Anthologie des zeitgenössischen israelischen sozialen und politischen Denkens (Moskau/Jerusalem, 2008) – auf Russisch,
- Nationale Prioritäten: Einwanderung und Integration in Israel am Anfang des einundzwanzigsten Jahrhunderts (Jerusalem 2007)– auf Hebräisch,
- Jeder siebte Israeli: Juden in der ehemaligen UdSSR: Modelle sozialer und kultureller Integration (Jerusalem, 2007),
- Die Bildung der nationalen Identität: jüdische Ausbildung in Russland zwanzig Jahre nach dem Kalten Krieg (Jerusalem, 2008),
- Einwandererforscher in Israel: Erfolge und Herausforderungen der Integration im komparativen Kontext – auf Englisch.

Ebenfalls redigierte Alek Epstein die russischen Ausgaben der Kurse „Israel: Das erste Jahrzehnt der Unabhängigkeit“ (Teil I. Die Gründung der Israelischen Demokratie, 4 Bände, 2001; Teil II. Gesellschaft, Ökonomie und Kultur (4 Bände, 2002–2003), „Vom Nationalheim bis zur Bildung des Staates: Die Jüdische Gemeinschaft in Palästina zwischen den Weltkriegen“ (2 Bände, 2006), „Demokratie und Staatssicherheit in Israel“ (3 Bände, 2007–2009)) und „Die Suche nach der Identität zwischen Assimilation und Immigration: Russischsprachige Juden im zwanzigsten Jahrhundert“ (2 Bände, 2007–2008). Alek Epstein hat an verschiedenen Fernseh- und Rundfunksendungen teilgenommen, seine Beiträge sind in Zeitschriften und Sammelbänden veröffentlicht worden.
Im Juli 2012 gab Alek Epstein einen Bildband mit Protestkunst heraus, das Werken enthält, die russische Protestkünstler geschaffen haben, um ihre Unterstützung für die feministischen Punk-Rock-Gruppe Pussy Riot zu äußern. Alek Epstein hat auch selbst Texte für diesen Bildband geschrieben.

## Publikationen über den russischen Kunstaktivismus
Im Juni 2011 hat der Moskauer Verlag Gilea sein unter Mitarbeit von Oleg Wassiljew verfasstes Buch „Die Gedankenpolizei. Gewalt, Experte und Kampf gegen Extremismus im heutigen Russland“ veröffentlicht (Einige Kapitel aus diesem Buch sind als Artikel in verschiedenen Zeitschriften erschienen). In diesem Werk haben die Autoren ihre wissenschaftlichen und intellektuellen Ideen zusammengebracht und ihre Unterstützung für die Menschenrechte ausgesprochen. Bei der Präsentation des Buches haben sich Alexander Werchowski, Wsewolod Jemeliz, Boris Stomachin und viele andere geäußert. Das Menschenrechtsportal Kasparov.ru hat ein großes Interview mit den Autoren veröffentlicht. Im Juni 2012 hat der von Kirill Medwedew geführte Freie Marxis-Verlag ein Nachbuch veröffentlicht. Die neue Monografie trug den Titel Die Schutz der Gewalt gegen die Kritik der Gesellschaft. Zehn Jahre der Anti-Extremismus-Kampagne in Russland. Darin wurden auch her Beiträge der Philosophien Ilja Budraitskis und Alexej Pensin aufgenommen. Die Präsentation des Buches hat im Rahmen des siebten internationalen Moskauer offenen Buchfestivals im Zentralen Haus des Künstlers stattgefunden.
Im März 2012 erschien im von Georgij Jeremin geführten Verlag Umlaut Network die Monografie Der Totale „Krieg“. Kinstaktivismus in der Zeit der Tandemokratie. Dieses Werk bietet eine tiefe gesellschaftliche und politische Analyse der Kunst-Gruppe „Woina“ (‚Der Krieg‘) als gesellschaftliches Phänomen an und untersucht ihre ganze Geschichte ab ihrer Entstehung im Februar 2007. Einige Auszüge aus diesem Buch wurden im Herbst 2011 als Artikel in zwei Nummern der Zeitschrift NZ veröffentlicht. An der Präsentation, die im Moskauer Museum der Zeitgenössischen Kunst stattfand, nahmen Andrei Jerofejew, Juri Samodurow, Peter Wersilow, Anton Nikolaew, Denis Mustafin und viele andere teil; ausführliche Interviews mit dem Autor wurden auf den Webportalen „Around Art – Zeitgenossische Kunst“ und „Art-Chronik“ sowie beim Rundfunk „Freiheit“ veröffentlicht. Die Monografie wurde als eines der wichtigsten Bücher der Woche von den Zeitschriften Kommersant und Der Russischer Berichter benannt.
Ende Juli 2012, am Vorabend der Gerichtsverfahren gegen Nadeschda Tolokonnikowa, Jekaterina Samuzewitsch und Marija Aljochina, hat der Verlagsleiter Wiktor Bondarenko zusammen mit dem „Kolonna publications“ Verlag ein von Alek D. Epstein verfasste Album veröffentlicht, betitelt “Kunst auf den Barrikaden. „Pussy Riot“, die Buss-Ausstellung und der Protest-Kunst-Aktivismus” veröffentlicht. Außer der ausführlichen Vorrede (Auszüge hieraus wurden als Artikel in zwei Nummern von der “NZ” Zeitschrift veröffentlicht), bietet das Album über hundert Fotos von Performances und Kunstwerke, deren Autoren Wiktorija Lomasko, Anton Nikolaew, Lena Hades, Alexej Knedlyakowski, Lusine Dschanian, Jewgenia Maltzewa, Leonid Danilow, Wladimir Kosin, Oleg Chwostow, Wiktor Bogorad und andere hervorragende russische Künstler sind. Galina Bleich hat das Original-Layout erstellt und das Design des Buches gestaltet. Umfangreiche Interviews mit Alek D. Epstein wurden nach der Präsentation auf den Internetportalen Radio Freiheit, Gazeta.ru und Be In veröffentlicht. Ein Auszug aus dem Album ist auf dem Internetseite Artguide erschienen. Viele Stellungnahmen wurden auf den Internetportalen Art-Chronik, Grani.ru, Noart Gallery, ZHIR-Project usw. veröffentlicht. Die Zeitschriften Art-Chronik und Time-Out Moscow haben das Album als eines der wichtigsten im Sommer 2012 verlegten Kunstbücher anerkannt.
Ende November 2012 wurde durch die Stiftung „Russland für alle“ zusammen mit dem Verlag Kolonna publications ein von Alek D. Epstein verfasstes Album veröffentlicht, betitelt „Das Projekt von Wiktor Bondarenko und Jevgenia Maltzewa „Die geistliche Schlacht“. Der Kampf für ein neues Leben der heiligen Bilder in der Kunst“. Dieses Buch ist ein beispielloser Bericht über die Ausstellung von Gemälden von Evgenia Maltzewa, eines der hervorragendsten Kulturereignissen der letzten Jahre. Das Original-Layout wurde von Galina Bleich vollgezogen. An der Präsentation im Museum und Gesellschaftszentrum von Sakharow haben Wiktor Bondarenko, Marat Gelman, Roman Bagdasarow und andere teilgenommen, und ein umfangreiches Interview mit dem Autor war auf dem Internetportal von Radio Free Europe veröffentlicht.

### Wissenschaftliche Kongresse
Alek Epstein war Organisator und Vorsitzender der internationalen Konferenz zum Thema „Das zeitgenössische Israel: Politik, Kultur und Gesellschaft“ am Moskauer Institut für die Studien Israels und des Nahen Ostens und an der Moskauer Staatlichen Universität. Der Kongress fand vom 8. bis 11. September 2000 statt. Es war eine der ersten Konferenzen in der russischen Wissenschaftsgeschichte, die ausschließlich dem Studium der israelischen Gesellschaft gewidmet war. Er war Teilnehmer der Sitzungen über die Geschichte Israels und des Zionismus auf der 14. und 16. Internationalen Interdisziplinären Konferenz der Judaistik.